# Pin'has
Pin'has ou Pinhas (פנחס) — nom de l'un des principaux antagonistes de la parasha, Pinhas ben Eléazar, le sixième mot, et premier distinctif de la parasha — est la 41e section hebdomadaire du cycle annuel de lecture de la Torah et la huitième du Livre des Nombres.
Elle correspond à Nombres 25:10 - 30:1. Les Juifs de la Diaspora la lisent généralement en fin juin ou en juillet.

## Résumé
En récompense pour son acte, Pin'has est élevé par Dieu au rang de prêtre. Dieu prescrit à Moïse et Eléazar d'effectuer un nouveau recensement des enfants d'Israël. Les filles de Tselof'had demandent à Moïse de leur attribuer la part d'héritage de leur père, mort sans fils, afin que sa part reste dans la tribu. Leur requête est agréée par Dieu. Josué est publiquement intronisé comme successeur de Moïse.
Les sacrifices correspondant à chaque fête sont décrits en détail.

### Divisions de la parasha lors de la lecture complète
La lecture de la parasha à la synagogue le sabbath est traditionnellement divisée en sept sections, pour lesquelles un membre différent de la congrégation est appelé à lire. La première lecture, le rishon, échoit traditionnellement à un cohen, la seconde, appelée sheni, à un levi, les suivantes à un israël (ni cohen ni levi). La septième section comporte une sous-section, le maftir, qui est lu par la personne qui lira ensuite la haftara.
Les sections de la parashat Pin'has sont :
- rishon
- sheni
- shlishi
- revi'i
- hamishi
- shishi
- shevi'i
- maftir

### Divisions de la parasha lors de la lecture abrégée
Une lecture publique de la parasha fut instaurée par Ezra le Scribe le lundi et le jeudi à la synagogue. Cette lecture, sensiblement plus courte, ne comprend que trois sections, la première réservée au cohen, la seconde au levi, la troisième à un israël.
- Section du cohen: Bemidbar[3]
- Section du levi: Bemidbar[3]
- Section de l'israël: Bemidbar[3]

### Maqam
Un maqam est un système de modes musicaux utilisé dans la musique arabe mélodique classique. Les juifs originaires des pays arabes (Afrique du Nord, Syrie) s'en sont inspirés, et adaptent la mélodie de la liturgie du Shabbat en fonction du contenu de la parasha de cette semaine. Ils emploient 10 maqam différents, possédant chacun son usage propre.
Le maqam utilisé lors du sabbath au cours duquel on lit la parashat Pin'has est le Maqam Saba, du fait de l'alliance éternelle contractée avec Pin'has.

## Commandements
La Torah comporte, selon la tradition rabbinique, 613 prescriptions. Différents sages ont tenté d'en établir un relevé dans le texte biblique.

### Selon Maïmonide
Selon l'un de ces computs les plus célèbres, le Sefer Hamitzvot de Moïse Maïmonide, la parashat Pin'has comporte 12 prescriptions positives et 6 négatives :
- Obligation de juger en cas d'héritage ( 27,8–11.).
- Obligation d'offrir le sacrifice perpétuel (korban tamid) quotidiennement ( 28,3.).
- Offrir une offrande supplémentaire (korban moussaf) lors de chaque sabbath ( 28,9.)
- Faire une offrande supplémentaire au début de chaque nouvelle lunaison ( 28,11.)
- Obligation d'observer le repos lors du septième jour de Pessa'h (Ex 12,16; &  28,25.)
- Ne pas travailler à Shavouot (Lv 23,21;  28,26.)
- Apporter une offrande supplémentaire lors de la fête de Shavouot ( 28,26–27.)
- Entendre le son du shofar à Rosh Hashana ( 29,1.)
- Ne pas travailler à Rosh Hashana (Lv 23,25;  29,1.)
- Apporter une offrande supplémentaire à Rosh Hashana ( 29,1–2.)
- Apporter une offrande supplémentaire à Yom Kippour ( 29,7.)
- Jeûner à Yom Kippour (Lv 16,29;  29,7.)
- Ne pas travailler à Yom Kippour (Lv 16,29;,  29,7.)
- Ne pas travailler le premier jour de Souccot (Lv 23,35;  29,12.)
- Apporter une offrande supplémentaire lors de la fête de Souccot ( 29,13.)
- Apporter une offrande supplémentaire à Shemini Atzeret, car ce jour est lui-même fête de pèlerinage ( 29,35.)
- Ne pas travailler le huitième jour de Souccot (Lv 23,36;  29,35.)
- Ne pas transgresser ce qu'on s'est soi-même interdit ( 30,3.)

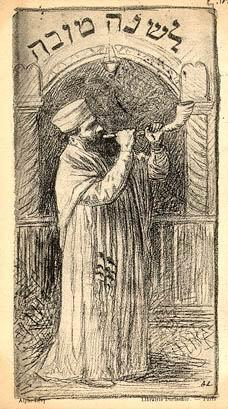
Alphonse Lévy : sonneur de shofar (carte de vœux de Nouvel An juif)

### Selon le Sefer HaHinoukh
Selon le Sefer HaHinoukh, il y a six prescriptions positives dans cette parasha :
- Lois concernant l'héritage ( 27,8.)
- Obligation de réaliser quotidiennement une offrande en olah chaque jour ( 28,3.)
- Obligation d'offrir une offrande moussaf le sabbath ( 28,9.)
- Obligation d'offrir une offrande moussaf à Rosh Hodesh ( 28,11.)
- Obligation d'offrir une offrande moussaf à Chavouot ( 28,26.)
- Obligation de sonner du shofar à Rosh Hashana ( 29,1.)

## Haftara
La haftara est une portion des livres des Neviim (« Les Prophètes ») qui est lue publiquement à la synagogue après la lecture de la Torah. Elle présente généralement un lien thématique avec la parasha qui l'a précédée.
La haftara de la parashat Pin'has est 1 Rois 18:46–19:21.